# Impeder
Ein Impeder (von lat. impedio = versperren, hemmen) ist in der Technik eine Art Kern oder Werkzeug zur Innenbearbeitung von Rohren oder Löchern:
- beim induktiven Erwärmen ist es ein z. B. aus Ferrit bestehender Kern von Zylinderspulen (Induktoren), die zum Innenerwärmen von Bohrungen eingesetzt werden[2]. Der Kern dient hier der Effizienzsteigerung und kann Bohrungen für den Rückleiter und das Kühlwasser aufweisen.

- beim Rohr-Innenbearbeiten (z. B. Entgraten nahtgeschweißter Rohre) ist es ein Werkzeughalter, der im Rohr entlang läuft[3]